# Staurastrum tohopekaligense
Staurastrum tohopekaligense là một loài Song tinh tảo trong họ Desmidiaceae, thuộc chi Staurastrum.